# Бенгтс, Ульрика
Ульрика Бенгтс (швед. Ulrika Bengts; 1962, Финляндия) — финская шведоязычная режиссёр театра и кино, чей фильм «Ученик» был номинирован в 2013 году на премию «Оскар» Американской академии кинематографических искусств.

## Биография
Изучала кинематографию в Драматическом институте в Стокгольме.
В 2008 году была награждена премией «Antonia» в области театрального искусства за постановку в Шведском театре «Vittra».
В 2012 году на Чебоксарского международного кинофестиваля фильм Ульрики Бенгтс «Ирис» получил специальный приз прессы.
В мае 2014 года фильм Ульрики Бенгтс «Ученик» завоевал Гран-при VII Чебоксарского международного кинофестиваля.

## Фильмография
- 1993 — Goodbye Gibraltar
- 1995 — Diktonius — Ord lever!
- 1995 — Kaupunkisinfonia
- 1999 — The Bridge to Lelle (Vägen till Lelle)
- 2002 — Now You’re Hamlet (Nu är du Hamlet)
- 2004 — Fling (2 части)
  -  — Käglan (2004) TV
  -  — Soffan (2004) TV
- 2004 — Kometen
- 2010 — Avsked
- 2010 — Innan det vita (TV)
- 2011 — Iris
- 2013 — Oppipoika («Ученик»[фин.])

## Театральные постановки
- Vittra, Svenska teatern, 2008
- Oleanna, Viirus, 2007